# 茶陵县第一中学
茶陵县第一中学，简称茶陵一中”原“湖南省立二中”，坐落于中国湖南省罗霄山脉中段的云阳山麓、洣水之滨。

## 学校沿革

### 洣江书院
洣江书院创办于明弘治十七年（1504年），由知州林延玉倡建。初在城南郊狮口山（今茶陵一中内），清乾隆六年（1741年）迁城内南关，五十九年复迁旧址。院舍有堂5，两侧列主敬、行恕、修德、凝道等书斋，并有御书楼、吸秀亭、乡贤祠等附属建筑。清代茶陵名儒肖锦忠（状元）、曹治孙（榜眼）等曾任主讲。书院有历代士民所捐田产租额500余石。清光绪二十八年（1902年）改为高等学堂。

### 湖南官立南路师范
- 1904年巡抚陆远鼎奏派在藉陆军部主事曾熙（1903年中进士）为南路师范学堂首任监督（即校长）。
- 1905年6月10日正式开学，始称湖南官立南路师范学堂，后改称为“湖南省立三师范”、“湖南省立五中”、“湖南省立衡中”、“湖南省立二中”。
- 1911年九月，辛亥革命爆发，学堂停办。

### 湖南省立三师
湖南省立三师----湘南革命摇篮
- 1912年，中华民国建立，谭延闿(茶陵人)督湘，令中、西、南三路师范分别改称湖南省立第一、第二、第三师范学校，改监督为校长。抗战时经三迁，于1941年落脚于距今有500年历史的湖南茶陵洣江书院，1952年改称“茶陵一中”.
- 1912年2月，学校复办改称"湖南省公立第三师范学校”。
- 1914年4月，又改称为“湖南省立第三师范学校”。
- 1927年，将女三师初中部与原第三中学初中部并入，改称“湖南省立第三初级中学”。同年5月21日，“马日事变”发生，学校被迫停办。

### 湖南省立五中
- 1928年上期, 共党专政,“马日事变”后，政府为清校计，当时黄教育厅长延聘各教育专家商议，改造省立学校，规定全省设大学一、中学六、职业学校十二，該校为六中学之一，设于衡阳，以旧第三师范与第三中学为校址, 改为“湖南省立第五中学”，既办高中、初中普通科，又办高中师范科，政府调张干为校长，接收旧第三师范校址多被驻军毁坏，在湘南久已有共党策源地之称。

### 湖南省立衡中
- 1935年, 又改称“湖南省立衡阳中学”。
- 1937年，抗日战争爆发，敌机时扰衡阳.
- 1938年，迁耒阳县办学。
- 1939年，高中部与高师部搬常宁办学，称“省立衡阳中学本部”，初中部则留耒阳，称“省立衡阳中学分校”。

### 湖南省立二中
- 1941年2月，将中学部改办为“湖南省立第二中学”，师范部改办为“湖南省立第二师范学校”，均暂留常宁办学。6月后，省教育厅择茶陵洣江书院为省立二中“永久校址".
- 1942年春，湖南省立二中本部由常宁迁茶陵，取消“本部”、“分校”称号，统称“湖南省立二中"。
- 1944年6月，日军入侵茶陵，学校停办一期。是年下期，学校奉令与省立三中和十一中并为“湘南临中”，设学于蓝山。12月，学校则决定又独立设学于资兴青腰墟，仍称“湖南省立二中”。
- 1946年春，抗日戰胜利后,湖南省立二中搬回茶陵原址办学。

### 茶陵一中
- 1952年11月，全省中学均以所在地地名冠其校名，改称“湖南省茶陵第一中学”，进入湖南省首批重点中学行列。
- 1962年6月，发生学生自杀教师被判无期徒刑的龙普腾事件，湖南千人受株连，影响全国教育行业。
- 1968年4月，文化革命，茶陵一中停办。
- 1969年8月，茶陵一中复办。
- 1969年至1973年，文革期间，中国外交部在茶陵县虎踞茶场设有“五七”干校子弟入該校高中部116班，俗称为“外交部子弟班”。
- 1980年6月，茶陵一中列为湖南省属重点中学。
- 1996年春，授予“湖南省重点中学”匾牌。

## 校训
中华民国临时政府教育部部长蔡元培委任得意门生段延圭为首任校长。段延圭以中华民国政府的教育政策和主张直接对学校进行了一系列民主改革. 定校训为“公勇勤朴”。

## 历任校长
- 茶陵一中(湖南省立二中)历任校长[永久]

## 名师名生
- 曹治 清代榜眼
- 陈炳庸（1926-4-8），湖南攸县人，1942年考人湖南省立二中，1972年毕业于中华民国三军大学空军指挥参谋学院后任主任，中华民国空军总部后勤署少将副署长。
- 陈朝曦 1979届高中175班毕业与谭建伟同时考人北京大学1980年赴西德国波恩大学获得博士学位。现在美国。
- 陈国平 湖南建筑工程集团总经理。
- 陈嘉烈 茶陵一中和株洲师范原校长。
- 陈建长 湖南省粮食局副局长。
- 陈坤 中共湘潭市委前副书记，湘潭市前市长。
- 陈奇 中共桂东县委创立人。
- 陈文彬 中国人民解放军广州军区政治部原主任。
- 陈润儿 中国共产党第十七届，第十八届中央委员会候补委员，第十九届中央委员会委员，历任湖南省委常委，长沙市委书记；黑龙江省委副书记；河南省委副书记，河南省省长；现任中共宁夏回族自治区书记。
- 邓文军 2004届被北京大学录以本科、硕士和博士连读8年，毕业后即为博士生，真可谓“一次高考，连中三元”。
- 黄克诚 （页面存档备份，存于） 1925年湖南省立三师23班毕业.中国军事家。中国人民解放军大将. 1982年9月13日,中纪委书记第二书记。
- 江华 1927年湖南省立三师29班毕业. 中国最高人民法院前院长。
- 蒋燕萍 湖南建筑工程集团前副总经理。
- 蒋先云 （页面存档备份，存于） 1921年湖南省立三师14班毕业考人黄埔军校第一期,蒋介石秘书, 毛泽东和蒋介石最喜欢的弟子。与他的两位同乡并称“黄埔三杰”。蒋先云创造了黄埔一项奇迹般的纪录：从入学到毕业，他囊括了所有科目考试的冠军。
- 凌岗，原系炮兵指挥学院副师干部。
- 雷晓毛 美国华裔科学家，教育家和社会活动家。
- 李德桃 ，内燃机专家，曾任第六、第七届全国人大代表，国家自然科学基金委员会学科评审组成员。
- 李奇云 ，中国财政部信息网络中心副主任。
- 劳安  朱镕基总理夫人。
- 老特夫 朱总理夫人之兄长，也是朱总理的同学和媒人。湖南省立二中初中10班(1945-7)高中21班(1948-12) 毕业。中国石油化工总公司高级工程师。
- 龙普腾 茶陵一中高中物理老师. 1964年朱文文事件的主角及主要受害人。经国家主席刘少奇批示，被判处无期徒刑。
- 钱韦 中国机械设备进出口总公司、中国国际工程有限责任公司总经理. 茶陵一中116班(外交部子弟班)1973届高中毕业。
- 罗明典 中国大百科全书出版社副主编。
- 陶铸 国务院前副总理。
- 谭建唐 茶陵一中和长沙一中原校长。
- 谭铁牛，茶陵人、中国科学院院士，曾任中国科学院副院长、香港中联办副主任，现任南京大学党委书记。
- 谭云山（1898-1983.2.12）字启秀。哲学家，佛学家，印度国际大学中国学院院长。
- 王林生 江西省政协原副主席。
- 王向天,湖南省原副省长，中国国家教育委员会原副总督。
- 肖锦忠 清代茶陵名儒，状元。
- 颜元叔 国立台湾大学教授。
- 赵福河，茶陵一中1980届毕业考人北京大学经济系。中国北京绿色建筑开拓人。
- 张平化 1925年湖南省立三师27班毕业.中共湖南省委前书记。
- 张秋人 （1898-1928），乳名友表，学名慕翰，别号秋莼，绍兴诸暨牌头人。1922年参加中国共产党，随后，到湖南省立三师教授英语，会见了毛泽东。1926年3月到广东黄埔军校，继毛泽东、沈雁冰之后，担任《政治周报》编辑和政治教官。四·一二事件后，奉派担任中共浙江省委书记。因黄埔军校学生告密，遭逮捕，1928年2月8日被杀害。
- 周后元 ，药物化学专家，中国工程院院士。
- 周里 1925年湖南省立三师28班毕业，中央顾问委员会委员。

## 大事记
- 1921年，毛泽东参加中共“一大”后返湘，择湖南三师为湖南建党据点之一，10月亲临三师演讲，发展党员，建立起衡阳地区第一个党小组。
- 1922年4月29日，毛泽东再次亲临三师指导，建立起衡阳第一个党支部──中共三师支部.从此湘南的学生运动、工农运动都置于三师支部领导之下，并在招生范围的25个县之间建立了18个特别支部。众所周知的黄静源、陶铸、江华、黄克诚、张平化等等都是三师的学生。张平化在《忆母校》中云：“贫农子弟力求知，千里迢迢觅导师，山川险阻皆无畏，寒暑交加概不辞，北战进军如破竹，东风所向似披靡，母校同窗多义士，齐心救国敢捐躯”。故三师被誉称为“湘南革命摇篮”。
- 1964年，茶陵一中发生轰动全国和中央的龙普腾事件，由国家主席刘少奇亲自批示。导致朱文文的班主任、物理老师龙普腾入冤狱十多年。戏剧性的一幕是送龙普腾入狱和接龙普腾出狱的负责人均是同一人，也是龙普腾的高中同窗好友雷文法（先是公安局负责人，后是法院负责人）。当时，1940年代出生的中国大陆大、中学生，包括前中共中央总书记胡锦涛等，都曾捲入該事件的讨论。
- 1969年至1973年，文化大革命期间，外交部在茶陵虎踞茶场设有“五七”干校，其子弟初中毕业后升入茶陵一中高中部学习。学校照顾他们全部编入高116班，俗称为“外交部子弟班”。
- 1980年6月，茶陵一中再次被认定为湖南省重点中学。
- 2002年, 中国中央教科所德育研究中心授予茶陵一中为“全国教育科学九五规划国家重点课题‘整体构建学校德育体系’研究与实验学校”。
- 2005年10月2日，茶陵一中百年校庆。